# Guriaso jezik
Guriaso jezik (ISO 639-3: grx), jedan od dva jezika skupine kwomtari, porodice arai-kwomtari, kojim govori 350 (1993 SIL; 162 ljudi, 2003 SIL) u provinciji Sandaun u Papui Novoj Gvineji (distrikt Amanab).
Govori se u selima Guriaso, Maragin, Mafuara, Wurabai i Ekas

## Vanjske poveznice
- Ethnologue (14th)
- Ethnologue (15th)